# Beatrice Bianchi
Beatrice Bianchi (4 febbraio 1998) è una fondista di corsa in montagna italiana.

## Palmarès
| Anno | Manifestazione            | Sede   | Evento                    | Risultato | Prestazione | Note  |
| ---- | ------------------------- | ------ | ------------------------- | --------- | ----------- | ----- |
| 2024 | Europei di corsa off-road | Annecy | Corsa in montagna up&down | 23ª       | 1h31'19"    | [ 1 ] |
| 2024 | Europei di corsa off-road | Annecy | A squadre                 | 5ª        |             |       |

## Campionati nazionali
2012
- 37ª ai campionati italiani cadetti di corsa campestre - 8'29"[2]
- Bronzo ai campionati italiani cadetti di corsa in montagna[3]

2013
- 9ª ai campionati italiani cadetti di corsa campestre - 7'21"[4]
- Oro ai campionati italiani cadetti di corsa in montagna[5]

2015
- 10ª ai campionati italiani allievi, 3000 m piani - 10'35"93[6]
- 6ª ai campionati italiani allievi di corsa campestre - 14'59"[7]
- Oro ai campionati italiani allievi di corsa in montagna[8]

2021
- 28ª ai campionati italiani di corsa in montagna

2022
- 36ª ai campionati italiani di corsa campestre - 30'58"

2023
- 35ª ai campionati italiani di corsa campestre - 31'32"
- 11ª ai campionati italiani di corsa in montagna
- Argento ai campionati italiani di corsa in montagna a staffetta - 1h12'32" (in squadra con Samantha Galassi)

2024
- 18ª ai campionati italiani di corsa campestre - 31'00"
- Oro ai campionati italiani di corsa in montagna a staffetta (in squadra con Vivien Bonzi)

2025
- 20ª ai campionati italiani di corsa campestre - 30'18"
- Oro ai campionati italiani di corsa in montagna a staffetta (in squadra con Alice Gaggi)

## Altre competizioni internazionali
2023
- Argento al Trofeo Vanoni ( Morbegno), gara a staffetta - 47'35" (in squadra con Samantha Galassi)[9]
- 5ª al Trofeo Vanoni ( Morbegno)[9]
- 4ª alla International Snowdon Race ( Llanberis) - 48'07"[10]

2024
- 29ª al Cross das Amendoeiras em Flor ( Albufeira) - 34'39"
- Argento al Trofeo Vanoni ( Morbegno), gara a staffetta (in squadra con Alice Gaggi)
- Bronzo al Trofeo Valli Bergamasche ( Leffe)[11]